# Lenguas pama-ñunganas nororientales
Las lenguas pama-ñunganas nororientales, pama-ñung septentrionales o simplemente pama-máricas fue una agrupación filogenética hipótetica dentro de las lenguas pama-ñunganas que tentativamente agrupa a las siguientes subfamilias:
- Pama
- kalkatúngica
- Dyirbálica
- Yidiny
- Márica

Geográficamente, las lenguas del bajo Burdekin podrían asumirse como parte de las lenguas pama-ñunganas nororientales, y tal vez incluso dentro de las lenguas pama, pero están muy escasamente documentadas como para permitir una clasificación confiable.
Esta hipótesis no ha ganado gran aceptación en las clasificaciones más recientes de las lenguas pama-ñunganas.

## Comparación léxica
Los numerales reconstruidos para diversos grupos de lenguas pama-ñunganas nororientales:
| GLOSA | Pama           | Pama       | Pama             | Pama            | Pama           | Pama           | PROTO- DYIRBÁLICO | PROTO- YIDÍÑICO | PROTO- MÁRICO     |  |
| GLOSA | PROTO- PAMA N. | PROTO- WIK | PROTO- LAMA-LAMA | PROTO- PAMA SW. | PROTO- THAYPAN | PROTO- PAMA S. | PROTO- DYIRBÁLICO | PROTO- YIDÍÑICO | PROTO- MÁRICO     |  |
| ----- | -------------- | ---------- | ---------------- | --------------- | -------------- | -------------- | ----------------- | --------------- | ----------------- |  |
| '1'   | *pima          | *t̪un-am    | *hanawor         | (t̪ono)          | *[a]pul        | *ŋgiti         | *yuŋkul           | *ɲiwul          | *warba / *waŋkara |  |
| '2'   | *ut̪i-ma        | *kutim     | *swor            | *(k)ut̪iɾ        | *yirmpa        | *bola          | *yaka/ (*pula)    | *bularu         | *bulari~ *bulaɖi  |  |
| '3'   | *cu-ma         | *kuʔulam   | *awar            |                 | *arulko        | *arcu          | *gaɻbu            | *gulbura        | *kurpari          |  |
| '4'   |                |            |                  |                 | *arbuɲ         | *arama         | *2+2              | murga           | *2+2              |  |

Las formas entre paréntesis se consideran préstamos de otros grupos de lenguas australianas y, por tanto, no se supone que estuvieran en la protolengua originaria de cada rama.